# Koepelgevangenis van Arnhem

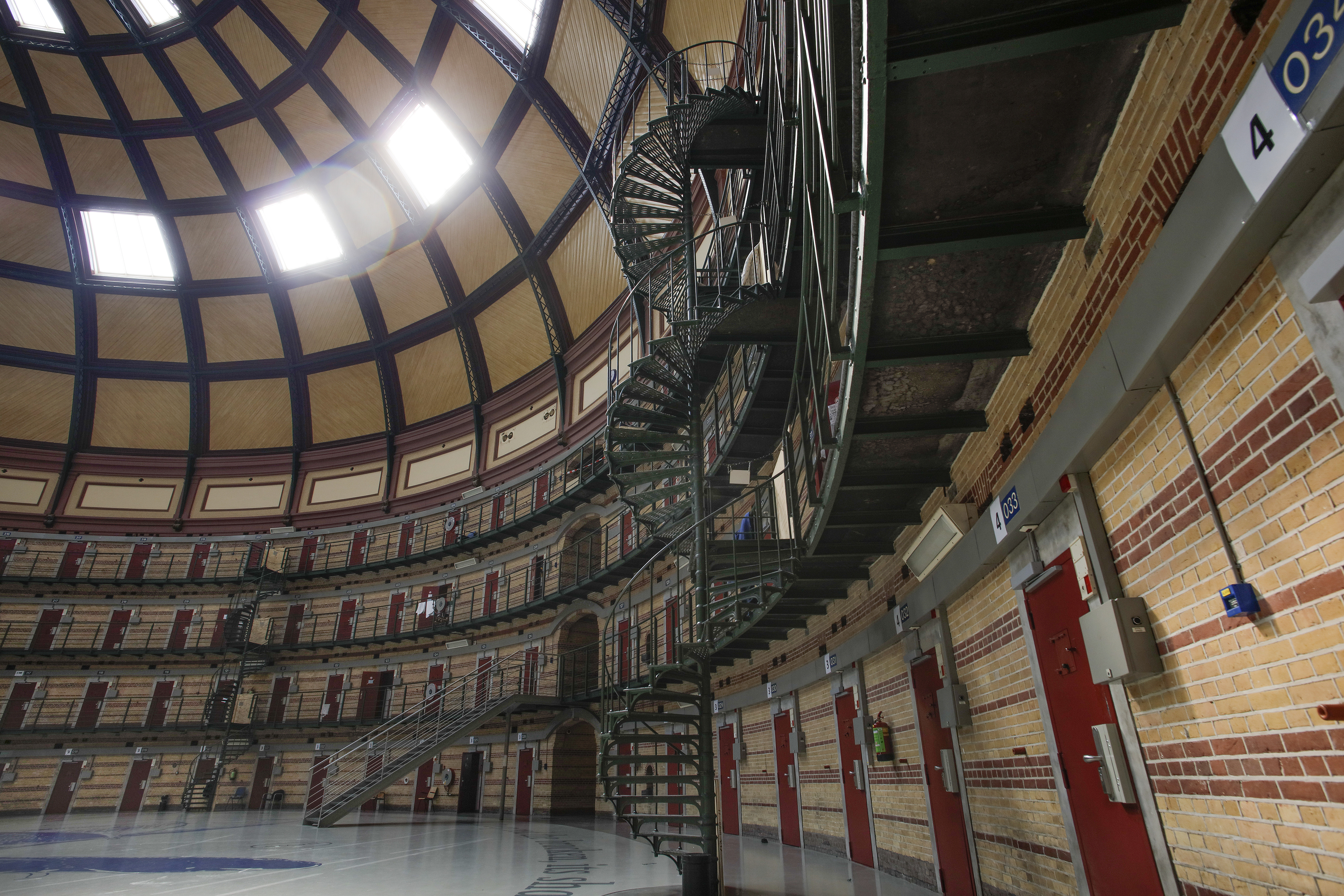
Interieur

De koepelgevangenis van Arnhem is een in de periode van 1882 - 1886 gebouwde voormalige gevangenis, die door Johan Metzelaar werd ontworpen. De koepel in Arnhem was onderdeel van de penitentiaire inrichting De Berg.
Op 22 maart 2013 kwam het nieuws dat deze inrichting gesloten zou worden. Het complex diende daarna niet meer als gevangenis, maar als huis van bewaring. In september 2015 wees het COA de voormalige gevangenis aan als opvangcentrum voor de vele vluchtelingen die de EU binnenkwamen.
Het complex is geregistreerd als rijksmonument.
In juni 2018 kreeg het complex nieuwe eigenaren, die in het complex rondleidingen organiseren, een escaperoom exploiteren, een kartbaan faciliteren en rondom de koepel een GPS-game aanbieden.

## Andere gevangenissen van Metzelaar
Metzelaar ontwierp ook de koepelgevangenis van Breda. De koepelgevangenis van Haarlem is ontworpen door zijn zoon Willem Metzelaar. De koepelgevangenissen van Breda en Arnhem zijn eigendom van de Staat (Rijksgebouwendienst).